# Památník obětem světových válek
Památník obětem světových válek, nazývaný také Pomník Obětem 1. a 2. světové války nebo Pomník padlým v Bohuňovicích na Trusovické ulici, je kamenný zděný památník/pomník. Nachází se v malém parku na levém břehu Trusovického potoka v Trusovicích (místní části obce Bohuňovice) v okrese Olomouc. Geograficky patří do nížiny Hornomoravský úval a Olomouckého kraje.

## Historie a popis
Památník byl postaven v roce 1928 u příležitosti uctění památky místních občanů zahynulých během 1. světové války a občanské války v Rusku. Později také sloužil k uctění památky místních občanů zahynulých během 2. světové války. Žulová kamenná deska s nápisy a státní znak Československa jsou umístěny na zděné jehlanové mohyle/pyramidě postavené z droby. U přední části jsou schůdky a památník je obrostený zeleným břečťanem popínavým. V blízkosti se nachází kříž a kaple.

## Nápisy na památníku
| „ | 1918 - 1928 PADLÝM OBČANŮM VĚNUJE RODNÁ OBEC 1914. - 1918. CABÁK ALFONS +1916. PROKEŠ JOS. +1919. HOLOUBEK JOS. "1914. SPÁČIL JAN "1917. HRADIL JOS. "1916. SPÁČIL JOS. "1916. JAHN ANTONÍN "1915. ŠVESTKA JOS. "1917. JAHN RUDOLF "1917. TUŠKA BEDŘICH "1917. LOUTOCKÝ FRANT. "1914. VÍTEK JAN 1917. MORKES JAN "1915. ZVĚŘ ANTONÍN "1915. ZEMŘELÍ DOSTÁL FRANT. +1920. VYCHODIL ALOIS +1919. SIGMUND FRANT. "1916. VYCHODIL FLORIÁN 1917. SIGMUND PETR "1919. WOLF FRANT. "1920. 1938 OBĚTEM OKUPACE 1945 CABÁK JAN +18.3.1943 V OSVĚNČINĚ ŽIŽKA JAROSLAV +8.8.1941 OSVĚNČINĚ ŠIŠKOVÁ TEREZIE +PŘI VÁL. OPERACÍCH V TRUSOVICÍCH ČEST JEJICH PAMÁTCE! | “ |

## Galerie

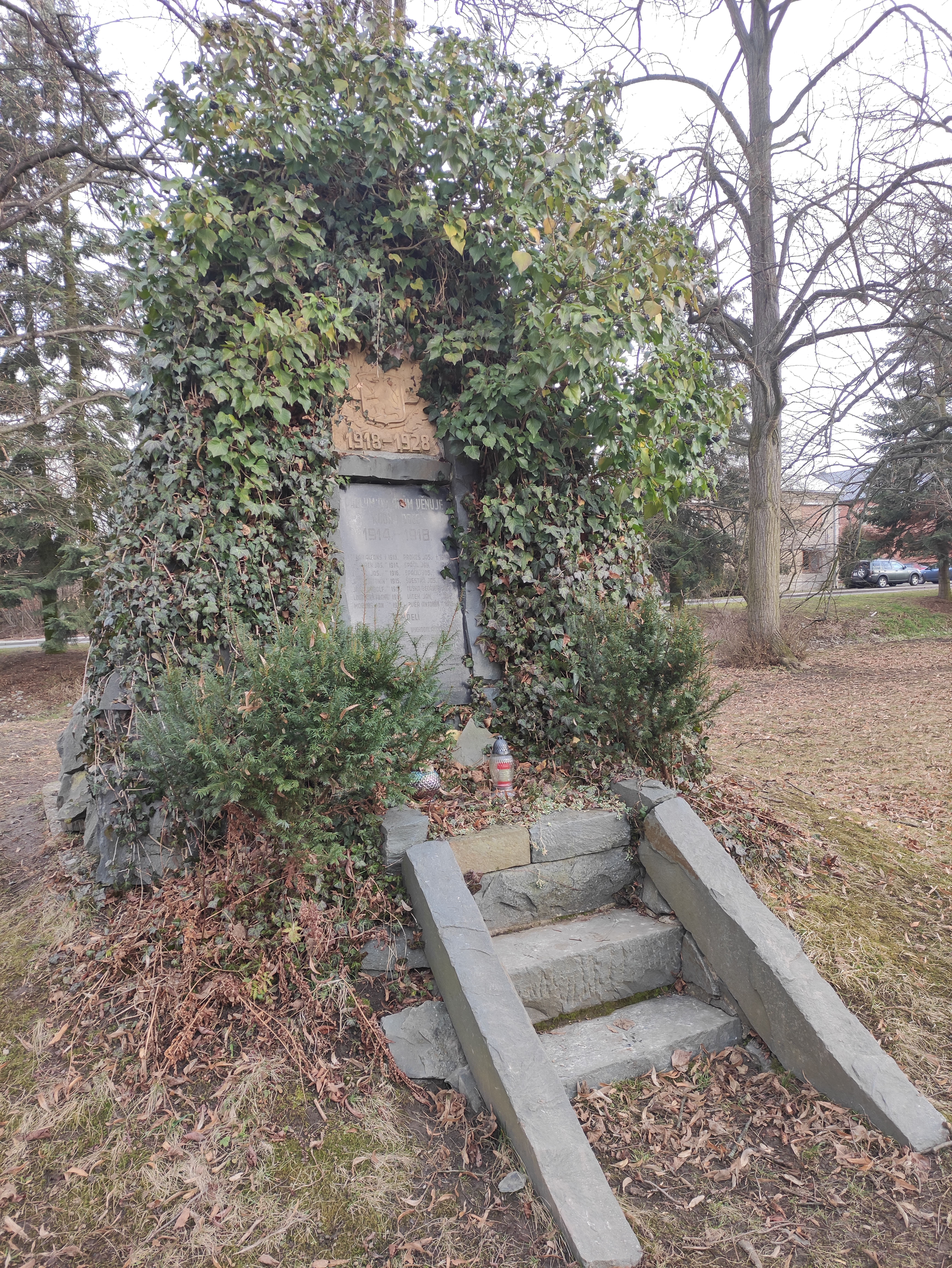
Čelní pohled
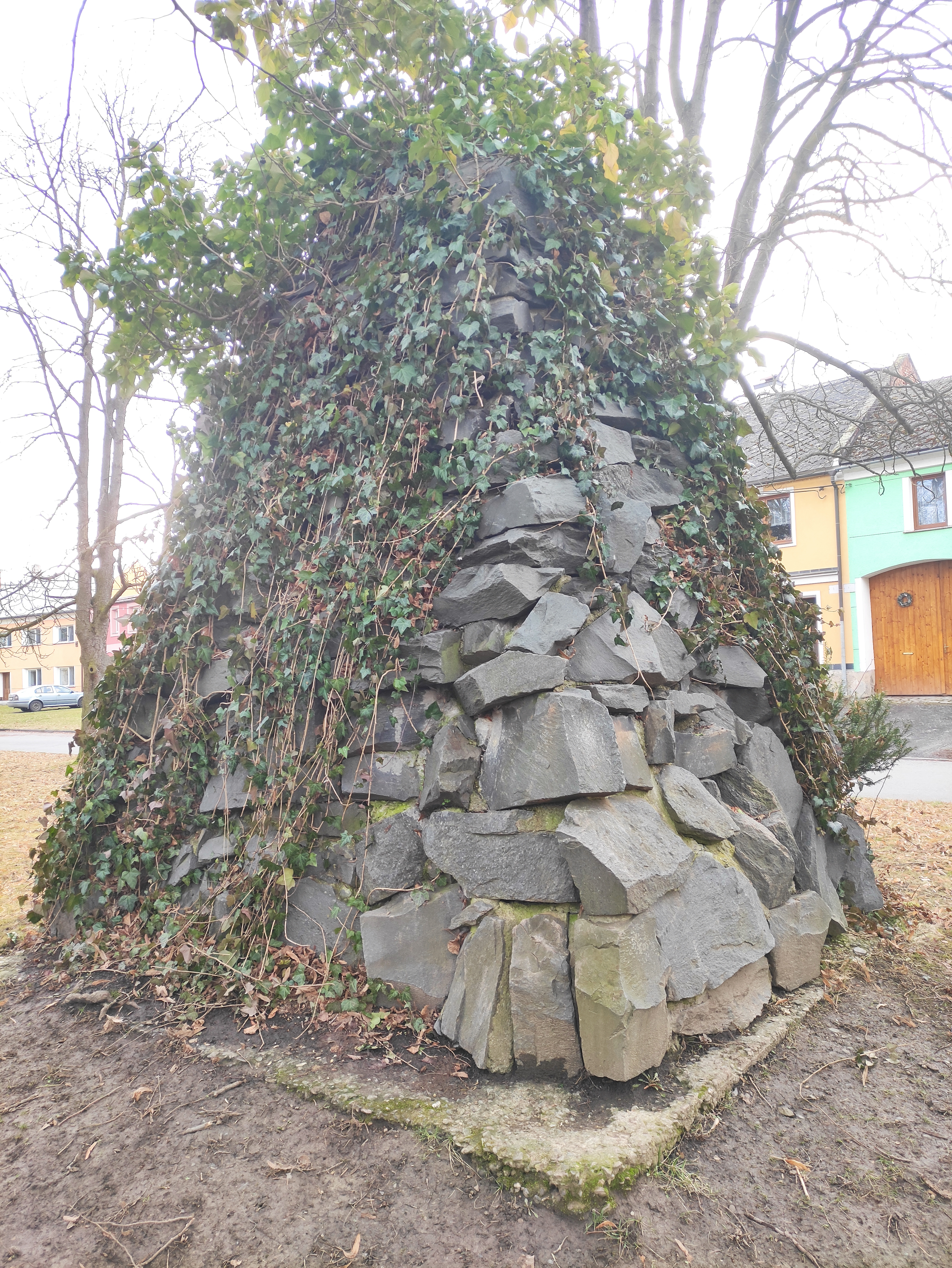
Zadní pohled
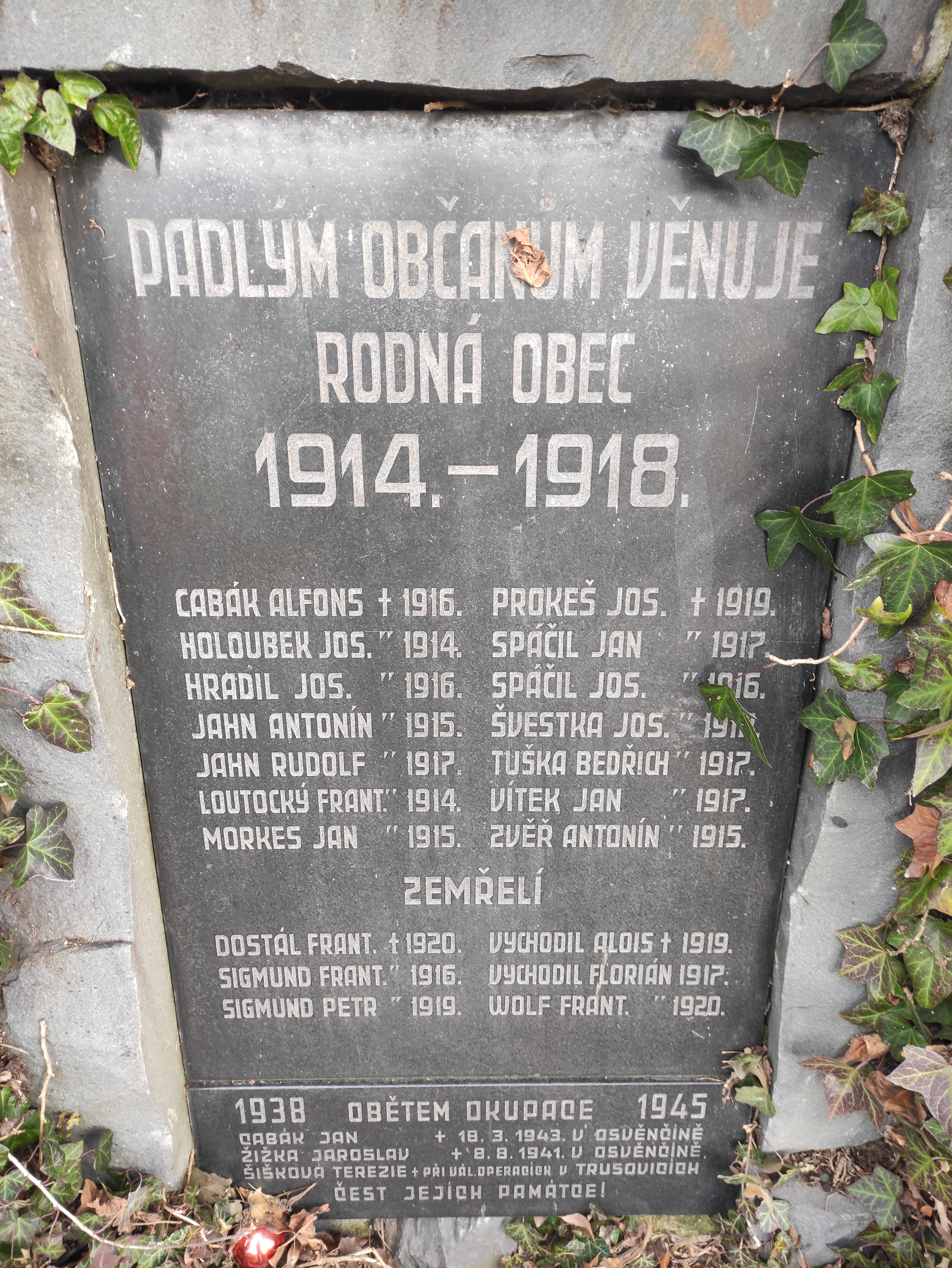
Pamětní deska se jmény